# Marie Czartoryska
Marie Czartoryska (Marie Anna; 15. března 1768, Varšava – 21. října 1854, Paříž) byla polská šlechtična, spisovatelka, hudebnice a filantropka.

## Život
Marie Anna se narodila jako dcera Adama Kazimíra Czartoryského a Izabely von Flemmingové. Už v její době se však všeobecně mělo za to, že ve skutečnosti dcerou posledního polského krále Stanislava II. Augusta, jenž byl jedním z četných milenců její matky. Dětství strávila v Modrém paláci ve Varšavě a v Powązkách. V roce 1782 se s rodiči přestěhovala do města Puławy.
V letech 1784–1793 byla vdaná za Ludvíka Württemberského (švagra ruského následníka trůnu, careviče Pavla I.), který se stal v roce 1792 hejtmanem litevské armády ve válce proti Rusku. Marie se s ním rozvedla, když vyšla najevo jeho zrada Polsko-litevské unie během bojových akcí. Mariin jediný syn Adam byl ponechán u svého otce a vyrůstal v atmosféře nevraživosti vůči své matce a Polsku (což se o mnoho let později projevilo během listopadového povstání, kdy jako velitel v ruských službách osobně nařídil ostřelovat a následně vyrabovat puławský zámek, odkud vyhnal do exilu svou matku i babičku).
Po rozvodu žila Marie převážně ve Varšavě, v letech 1798 až 1804 trávila zimy ve Vídni a léta v Puławách. V letech 1808 až 1816 hostila ve Varšavě svůj vlastní literární salón („Modré soboty“). Mezi jejími hosty byl např. i Julian Ursyn Niemcewicz. Účastnila se též setkání společnosti Towarzystwo Iksów. V roce 1816 vydala dílo Malvína neboli intuice srdce, které je považováno za první polský psychologický román; napsala kromě toho i téměř dvě desítky jiných děl (včetně deníků z cest nebo inventářů pulawských zámeckých sbírek, které její matka koncipovala jako první polské národní muzeum), ale ty zůstaly dochovány povětšinou v rukopisech.
Okouzlena malebnou vesničkou Pilica v Mazovsku ji koupila, nechala tam postavit palác, kostel a vytvořit anglický park, který byl považován za jeden z nejkrásnějších v Evropě a konkuroval ostatním parkům v Polsku: parku Powązki (založeném její matkou Izabelou) a parku Arcadia kněžny Heleny Radziwiłłové.
Marie byla též aktivní filantropkou. Zajišťovala vzdělání a vydávala naučné kalendáře pro rolnictvo.
Během tvrdých bojů listopadového povstání proti Rusům byla počátkem března 1831 donucena spolu s matkou a polorodou sestrou Cecilií navždy opustit Puławy (viz výše). Uchýlila se na jiné rodové statky, ve vsi Wysocko v západní části Haliče. V roce 1837, dva roky po smrti matky, nakonec odešla do Paříže, kde žila se svým bratrem Adamem Jiřím Czartoryským. V Paříži také 21. října 1854 ve věku 86 let zemřela.

## Dílo

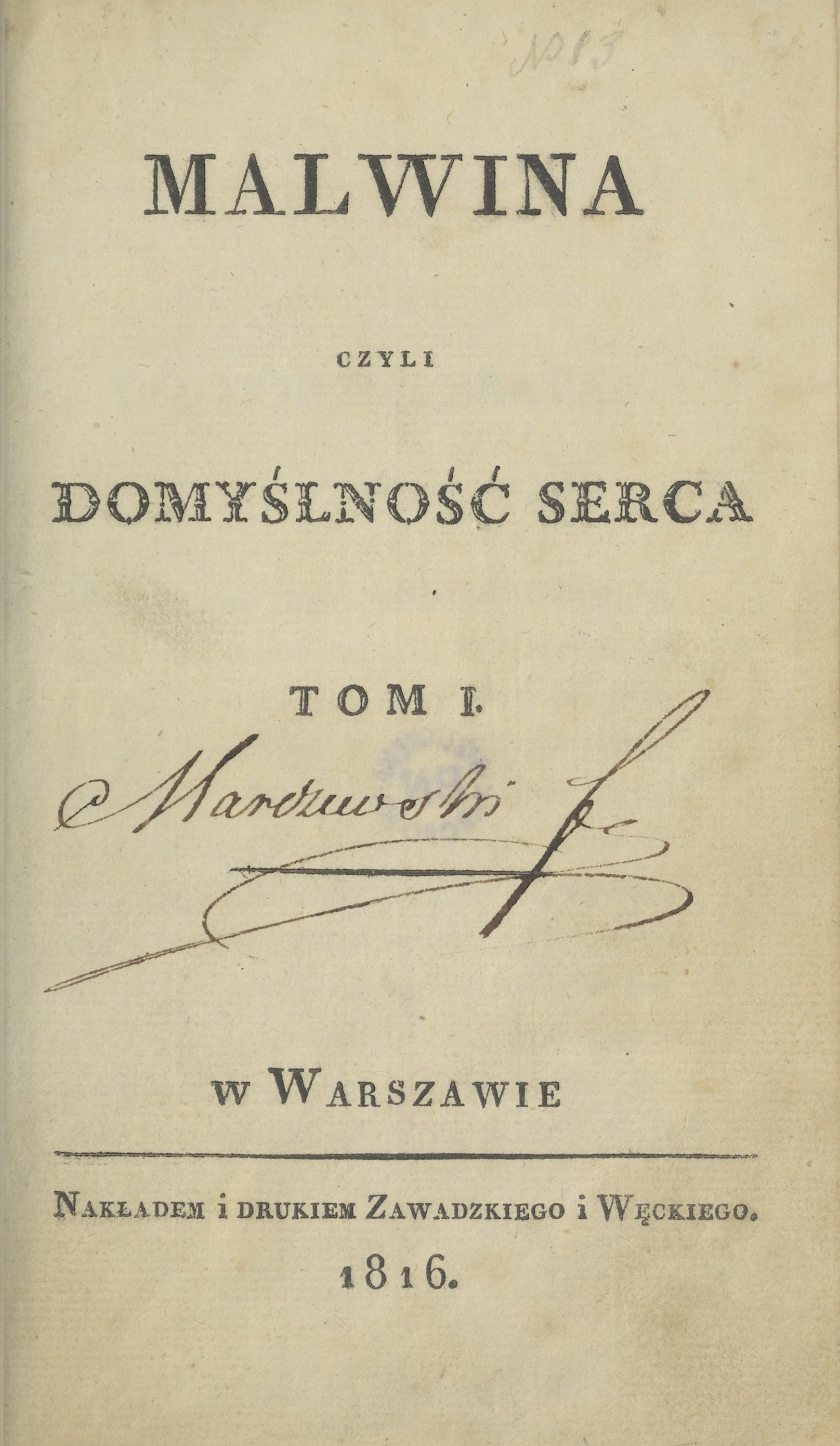
První vydání jejího nejznámějšího díla, románu Malvína

### Komorní hudba
- klavírní kusy (vydáno Antonim Kocipinskim)

### Vokální hudba
- Stefan Potocki (vydáno Rogoczym)

## Galerie

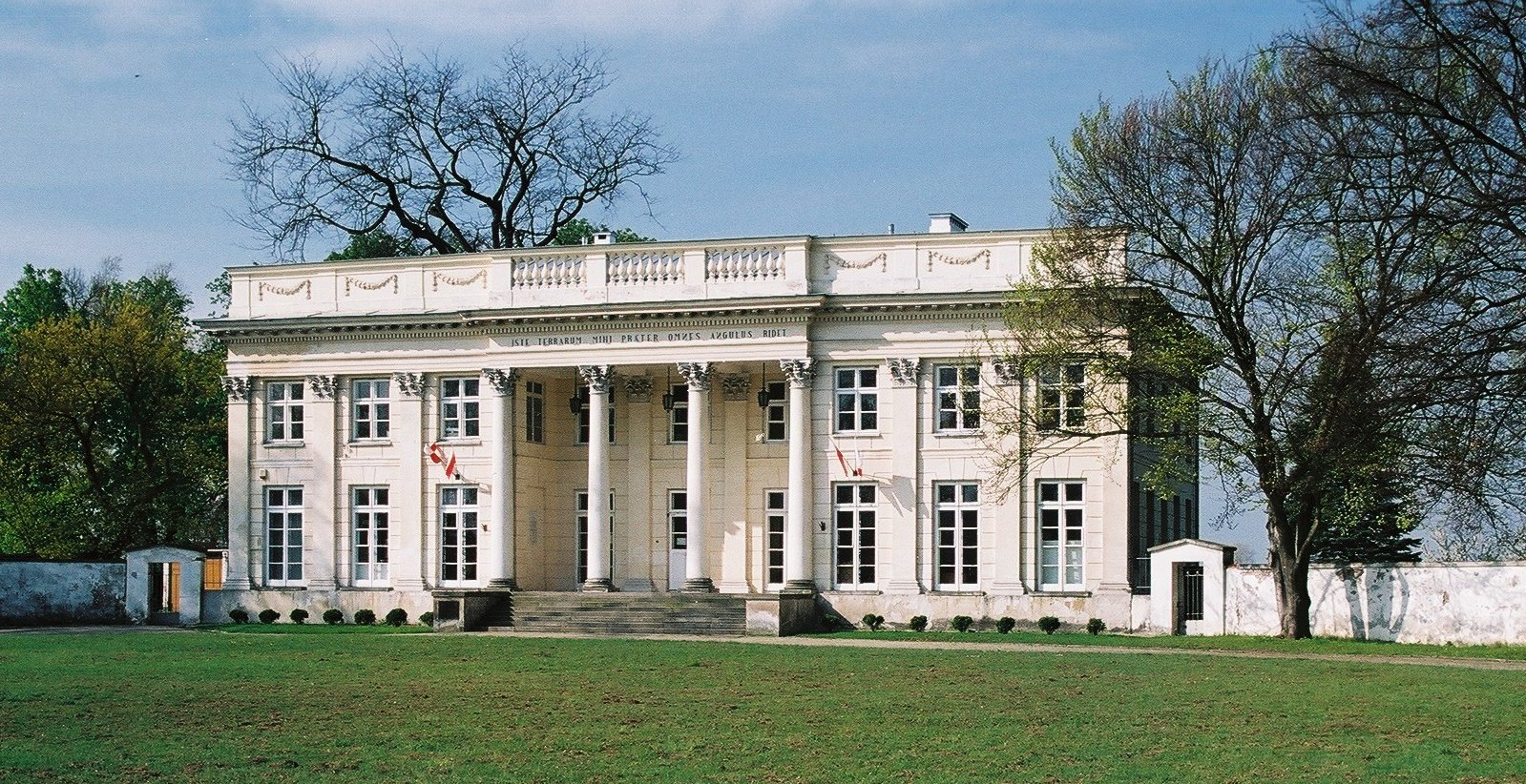
Maruščin palác (Palac Marynki) v Puławách byl postaven pro Marii jejími rodiči
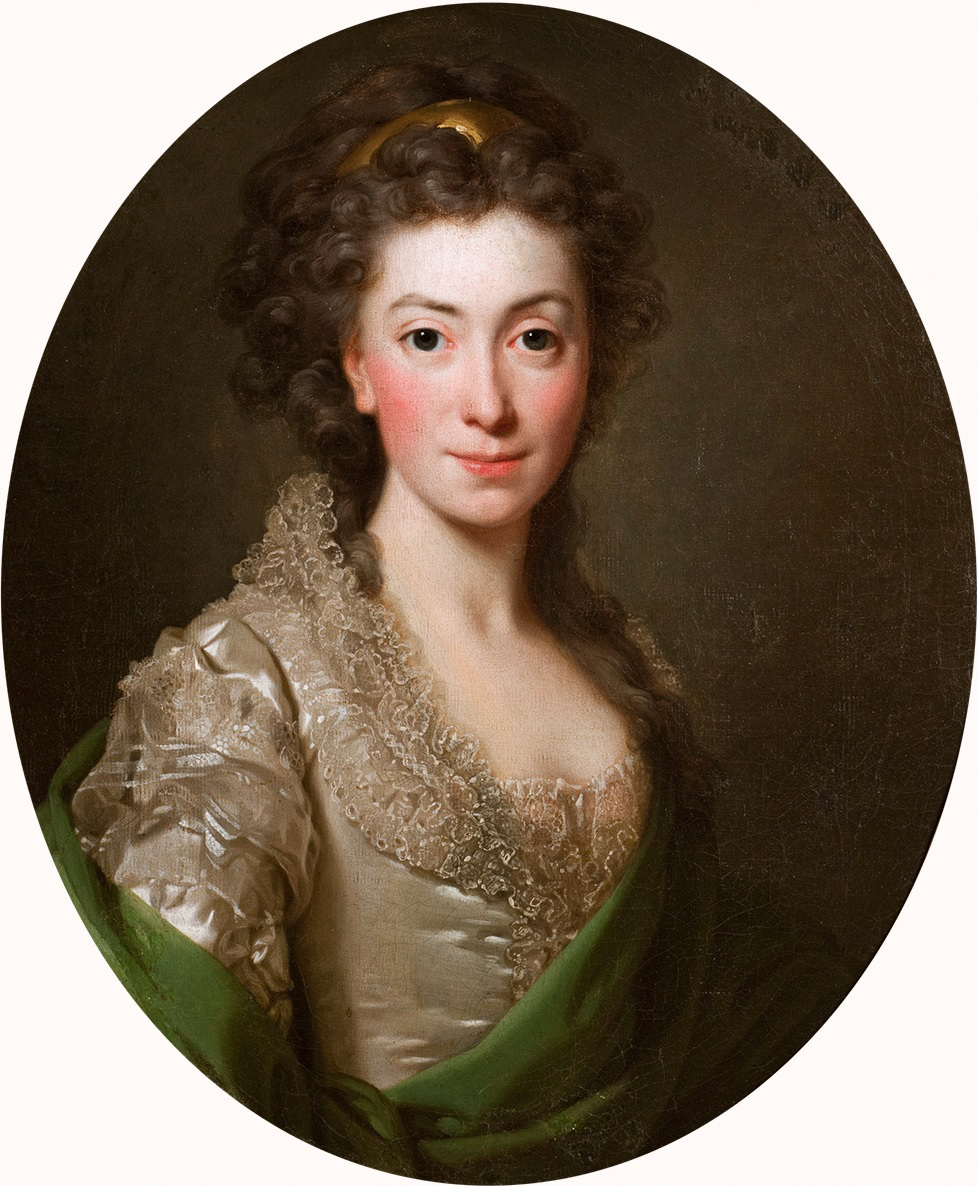
Izabela Czartoryska, rozená Flemingová, Mariina matka
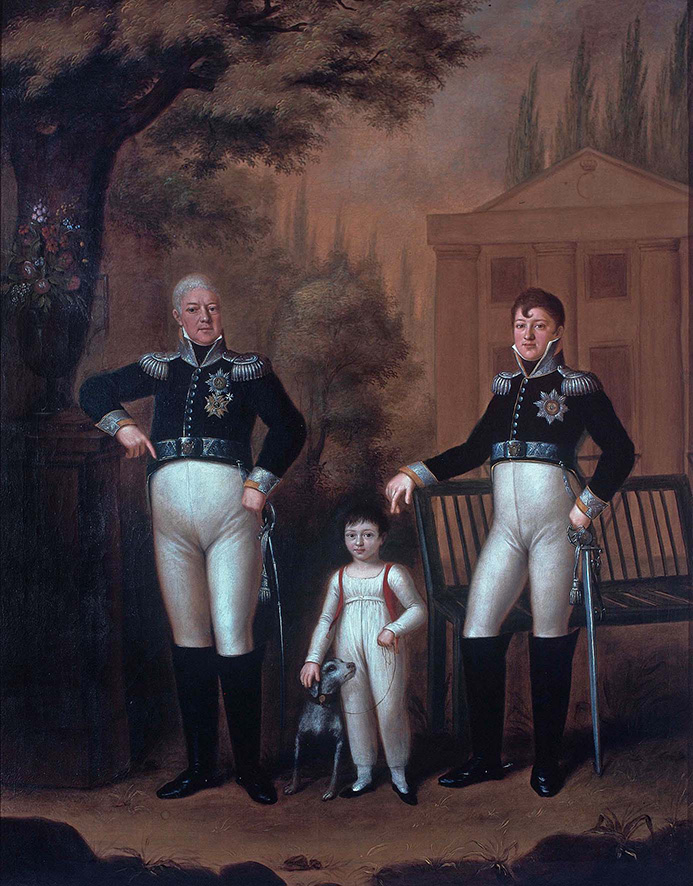
Vévoda Ludvík Württemberský, její manžel, na obraze s bratrem a synem (1800)
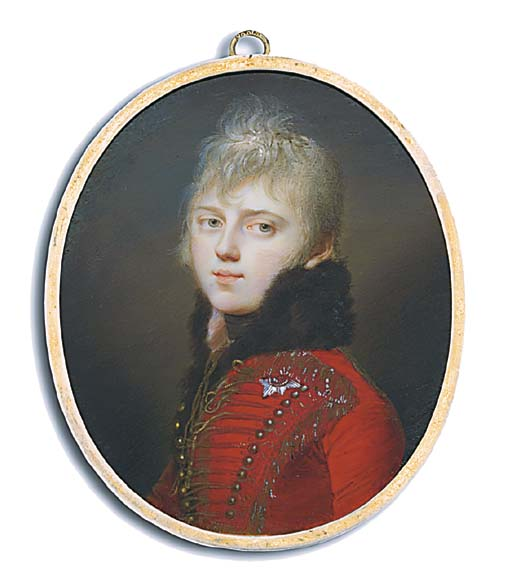
Vévoda Adam Württemberský, Mariin syn. Portrét od Johanna Dominika Bossiho (1805)